# Zoo Aquarium de Madrid
El Zoo Aquarium de Madrid és un zoològic de Madrid (Espanya) que es troba a la Casa de Campo, gran parc forestal de la ciutat de Madrid. El parc pertany a Parques Reunidos.

## Història

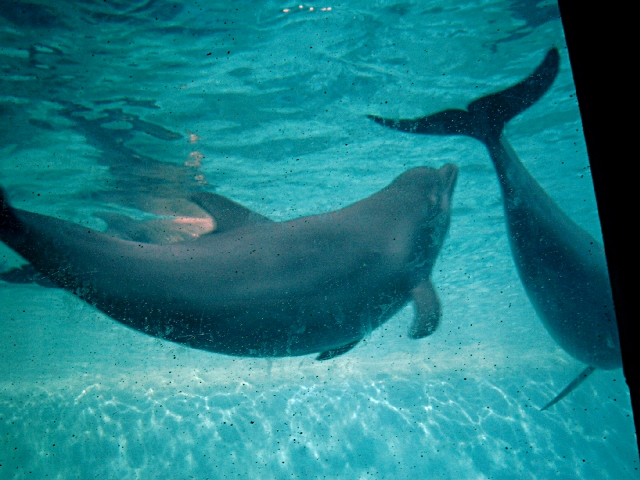
Dofins mulars al delfinari del Zoo Aquarium de Madrid

El primer zoològic de Madrid data de l'any 1770. Es coneixia com la Casa de Fieras del Retiro i va ser fundada per Carles III.
El promotor de l'actual zoològic va ser Antonio Lleó de la Viña, que va construir les instal·lacions del recinte a la Casa de Campo. El projecte inicial del Zoo de Madrid va estar a càrrec de l'arquitecte català Jordi Mir i Valls, guanyador del concurs convocat per tal efecte. El parc es va inaugurar l'any 1972.
Quinze anys més tard, el 1987, es va construir el delfinari. Va inaugurar-se amb set dofins mulars. També es va construir el pavelló Naturaleza Misteriosa, on s'exhibeix una col·lecció de rèptils, amfibis i invertebrats.
L'any 1995 es va construir a la part sud-oest del recinte l'aquari del zoo, amb sostre piramidal de vidre. Mesura 3.000m².
L'any 1997 es van iniciar les exhibicions de vol d'aus rapinyaires i exòtiques a un espai proper al dofinari.
El 2002, la Reina Sofía i el llavors alcalde de Madrid José María Álvarez del Manzano van inaugurar les aules d'educació ambiental del Zoo Aquarium.
L'any 2003 va construir-se les instal·lacions per lleons marins de Califòrnia i pingüins del Cap.
L'any 2006 es completava la construcció del complex de primats del sud-est asiàtic (orangutans de Borneo i gibons de mans blanques).
Des del setembre de 2007, el Zoo Aquarium de Madrid compta amb un nou complex amb pandes gegants. Els dos primers exemplars van ser donats pel govern xinès.

## Cria d'animals
Al Zoo Aquarium de Madrid es crien un important nombre d'espècies, com ara el panda gegant, la foca grisa i l'orangutan de Borneo.
Entre 2007 i 2008 va participar en 30 programes EEP i 21 programes ESB coordinats per EAZA.

## Instal·lacions i espècies
El Zoo Aquarium de Madrid exhibeix una col·lecció de més de 6.000 animals de més de 500 espècies diferents.
L'any 1987 es va construir el delfinari. Va inaugurar-se a l'agost del mateix any, important els animals des de Marineland Catalunya.
El delfinari és una piscina de 36 metres de longitud per 10 m d'ample i 5,20 m de profunditat, amb una capacitat de més de 2 milions de litres d'aigua i amb dues piscines secundàries per al cuidat i manteniment dels dofins que compten amb 300m³ d'aigua. La composició de l'aigua s'aconsegueix a partir d'aigua dolça tractada amb sal.
L'any 1995 es construeix l'aquari. Compta amb 35 tancs d'exposició i més de 200 espècies (principalment peixos i invertebrats marins).

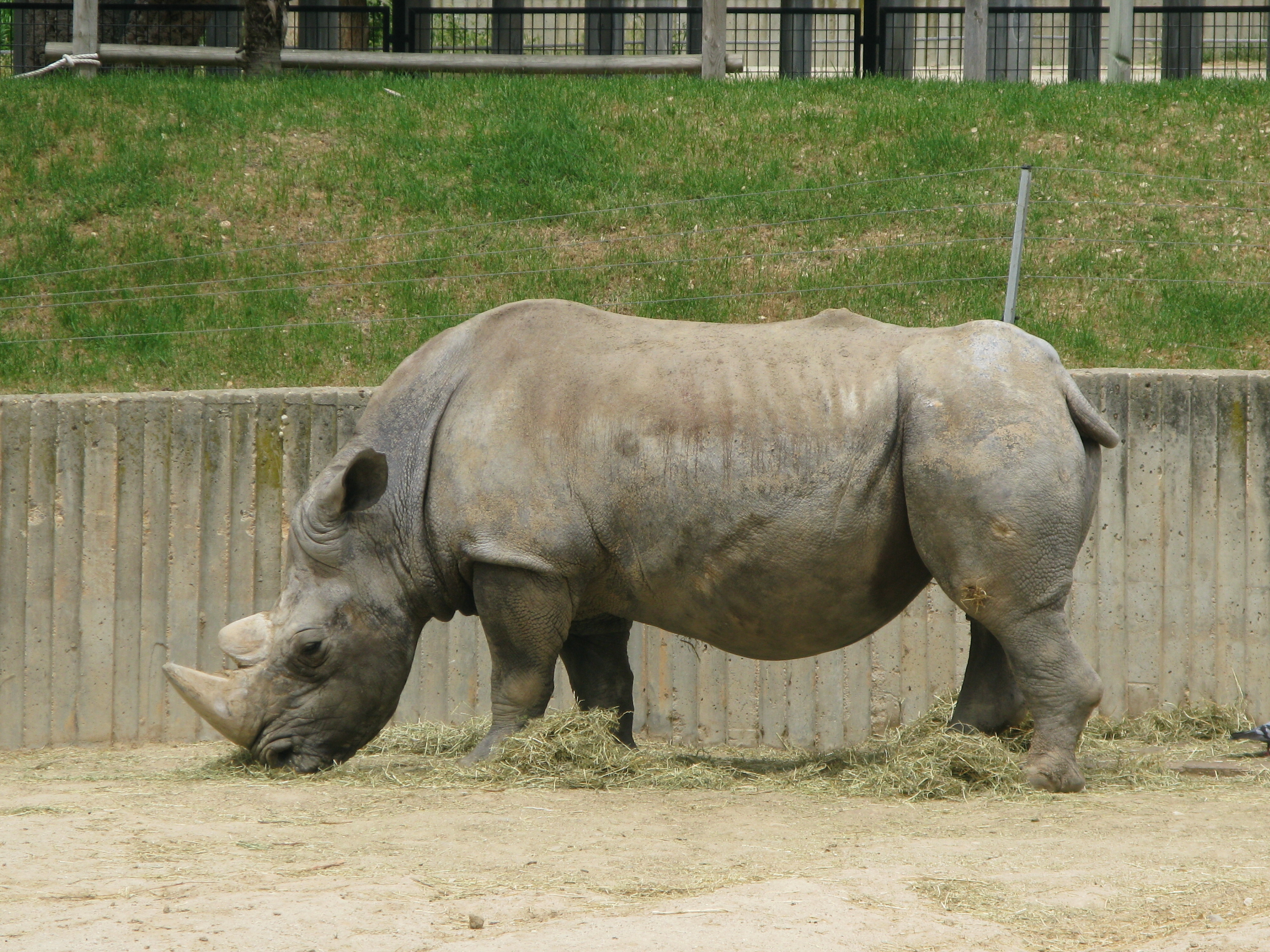
Rinoceront blanc
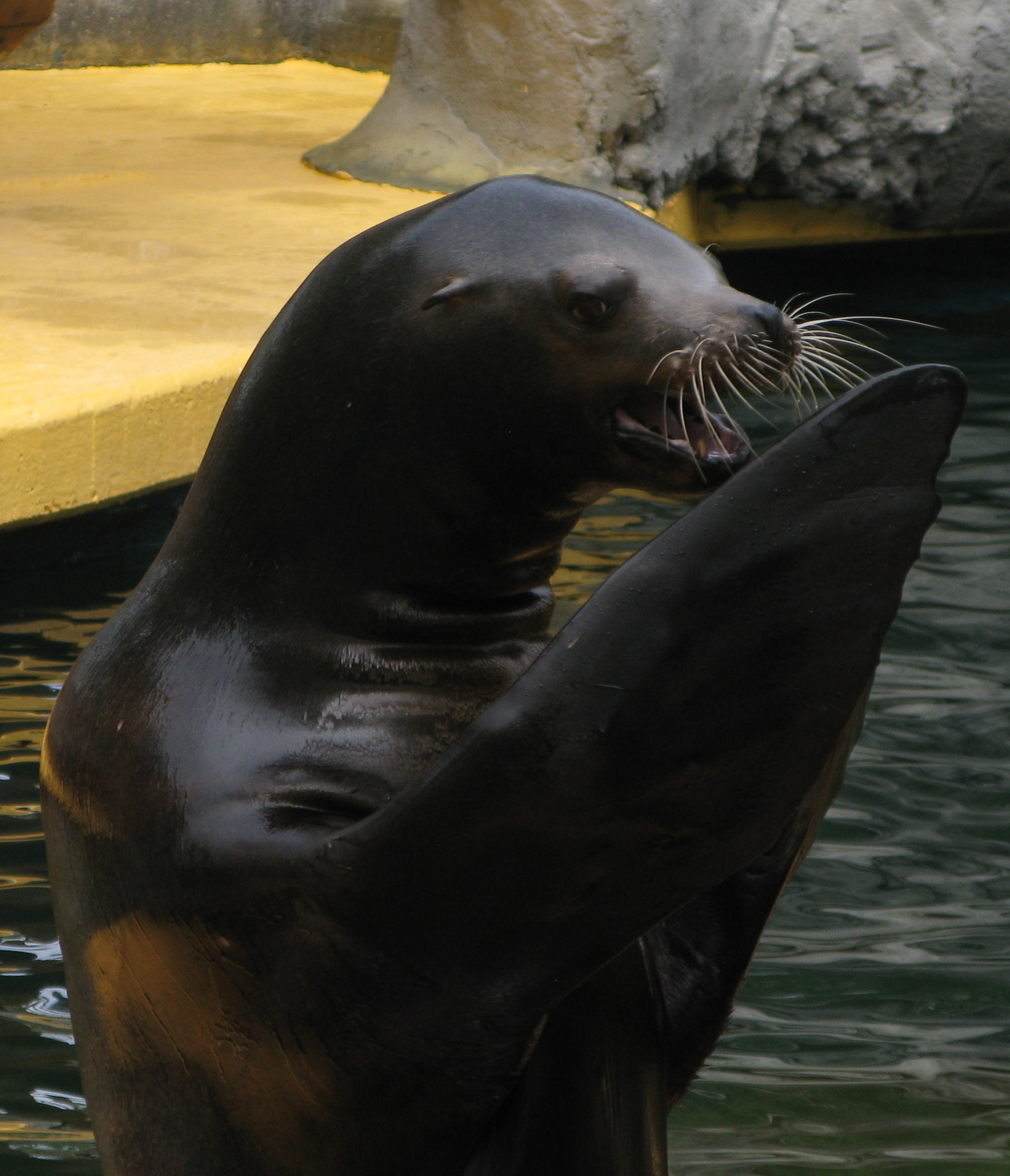
Lleó marí de Califòrnia
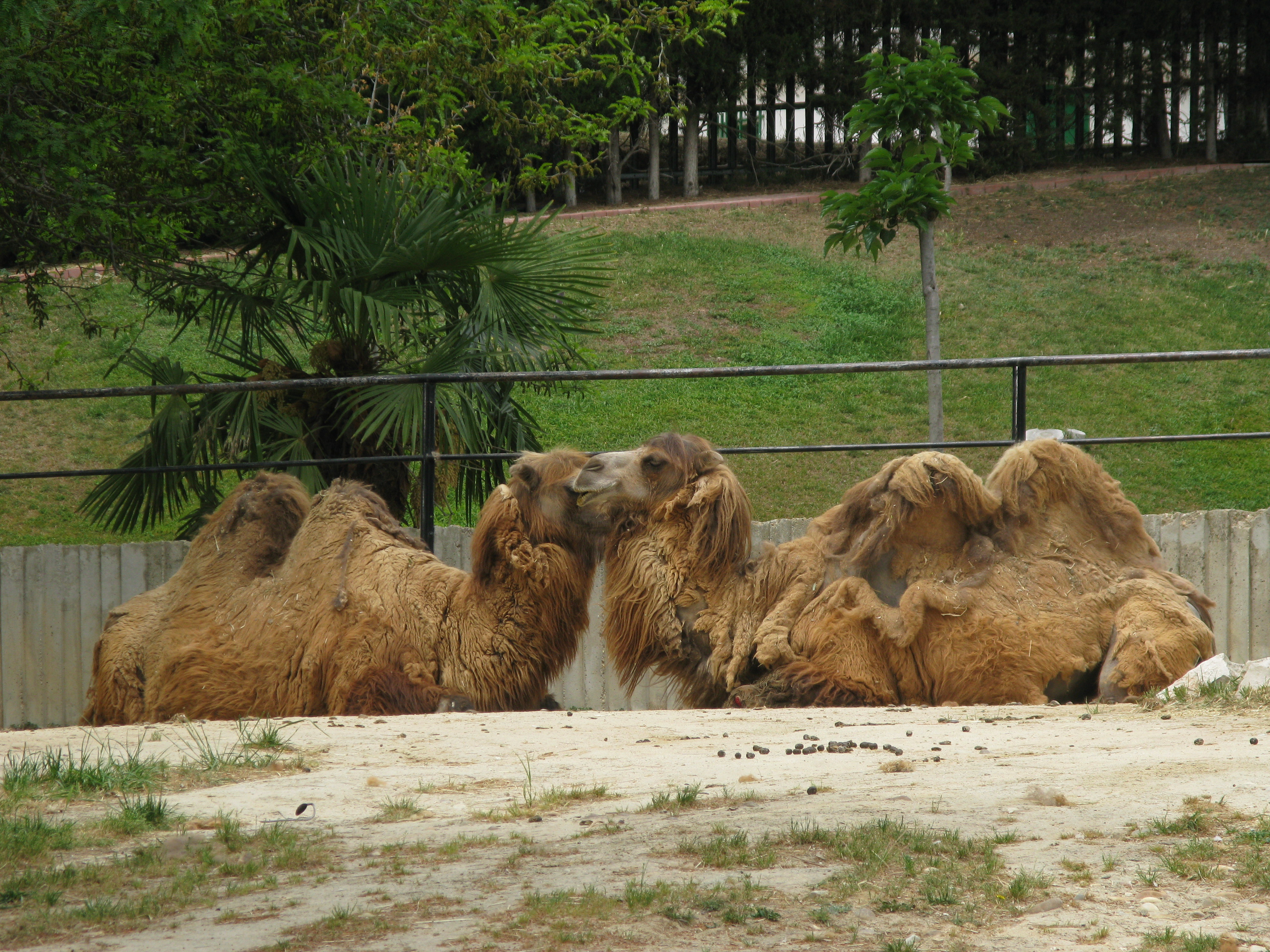
Camell bactrià

### Serveis
El parc compta amb diversos restaurants, quioscs de menjar i botigues de records.